# Stadionul Iftimie Ilisei
Het Stadionul Iftimie Ilisei is een multifunctioneel stadion in Medgidia, een plaats in Roemenië.
Tot 2008 heette dit stadion Stadionul Municipal. In 2008 werd het vernoemd naar Iftimie Ilisei, een oud-burgemeester van Medgidia. Het stadion wordt vooral gebruikt voor voetbalwedstrijden, de voetbalclub CS Medgidia maakt gebruik van dit stadion. In het stadion is plaats voor 32.700 toeschouwers. Het stadion werd geopend in 1978.